# Vremja i Steklo
Vremja i Steklo (in russo Время и Стекло?) è stato un duo musicale ucraino fondato nel 2010 a Kiev e formato dai cantanti Nadija Dorofjejeva e Oleksij Zavhorodnij.

## Storia
Creato sotto idea del produttore discografico Potap e Iryna Horova, il duo è salito alla ribalta per mezzo della hit Serebrjanoe more, che è stata una delle hit di maggior successo radiofonicamente a livello nazionale per due anni. Il brano è contenuto nel primo album in studio eponimo del duo, che è stato pubblicato nel 2014.
Hanno conseguito risultati maggiori attraverso il singolo Imja 505, incluso nel primo EP Glubokij dom, che ha totalizzato oltre 200 milioni di visualizzazioni su YouTube.
Il secondo disco Vislovo, uscito il 5 luglio 2019, è stato supportato dall'uscita dell'estratto Dym, che con 219 791 passaggi radiofonici è stata la 6ª canzone più riprodotta nelle radio ucraine nel corso del 2019.
L'11 marzo 2020 il duo ha annunciato lo scioglimento, pubblicando il brano Last Dance, insieme alla relativa clip, il 10 luglio 2020.

## Discografia

### Album in studio
- 2014 – Vremja i Steklo
- 2019 – Vislovo

### EP
- 2015 – Glubokij dom

### Raccolte
- 2017 – Obratnyj otsčet

### Singoli
- 2015 – Imja 505
- 2015 – Pesnja 404
- 2016 – Navernopotomučto
- 2016 – Na stile
- 2017 – Troll'
- 2018 – Top
- 2018 – E boj
- 2018 – Pesnja pro lico
- 2018 – Final'nye titry
- 2019 – Dym
- 2020 – Navsegda/Nikogda
- 2020 – Last Dance

## Riconoscimenti
- M1 Music Awards
  - 2015 – Hit dell'anno per Imja 505[11]
  - 2016 – Gruppo dell'anno[12]
  - 2017 – Gruppo dell'anno[13]
  - 2017 – Miglior esibizione della cerimonia[13]
  - 2018 – Gruppo dell'anno[14]
  - 2019 – Gruppo dell'anno[15]
  - 2019 – Preferito dell'anno[15]
  - 2019 – Hit dell'anno per Dym[15]

- Premija Muz-TV
  - 2016 – Candidatura alla Miglior canzone per Imja 505[16]
  - 2016 – Candidatura alla Svolta dell'anno[16]
  - 2017 – Candidatura al Miglior video per Navernopotomučto[17]
  - 2017 – Candidatura al Miglior gruppo pop[17]
  - 2018 – Candidatura al Miglior gruppo pop[18]
  - 2018 – Candidatura al Miglior album per Obratnyj otsčet[18]
  - 2019 – Candidatura al Miglior gruppo pop[19]

- Premija RU.TV
  - 2016 – Candidatura alla Miglior canzone per Imja 505[20]
  - 2017 – Miglior canzone per Navernopotomučto[21]
  - 2017 – Candidatura al Miglior video di danza per Navernopotomučto[22]
  - 2018 – Candidatura al Miglior gruppo[23]
  - 2018 – Candidatura al Miglior videoclip per Troll'[23]

- Rossijskaja nacional'naja muzykal'naja premija Viktorija
  - 2016 – Candidatura al Miglior gruppo pop per Navernopotomučto[24]
  - 2016 – Candidatura alla Hit dance dell'anno per Navernopotomučto[24]
  - 2017 – Candidatura alla Hit dance dell'anno per Potomu čto[25]

- YUNA
  - 2016 – Miglior gruppo pop[26]
  - 2016 – Miglior artista dei nuovi media[26]
  - 2016 – Candidatura alla Miglior canzone per Imja 505[27]
  - 2016 – Candidatura al Miglior videoclip per Imja 505[27]
  - 2017 – Miglior gruppo pop[28]
  - 2017 – Candidatura al Miglior videoclip per Na stile[29]
  - 2017 – Candidatura al Miglior spettacolo[29]
  - 2018 – Candidatura al Miglior gruppo pop[30]
  - 2018 – Candidatura al Miglior spettacolo[30]
  - 2020 – Miglior gruppo pop[31]
  - 2020 – Miglior canzone per Dym[31]
  - 2021 – Candidatura al Miglior gruppo pop[32]
  - 2021 – Candidatura al Miglior spettacolo[32]